# Unidad de investigación de accidentes aéreos
La Unidad de investigación de accidentes aéreos (en inglés: Air Accident Investigation Unit o AAIU; en irlandés: An tAonad um Imscrúdú Aerthionóiscí) es la dirección general de Irlanda, una parte del Departamento de Transporte, Turismo, y Deporte, que investiga incidentes y accidentes aéreos de aeronaves civiles.
La unidad tiene su sede administrativa en las oficinas del Departamento de Transporte en Leeson Lane en Dublín. Tenía su sede en la Transport House en Dublín.

## Galería

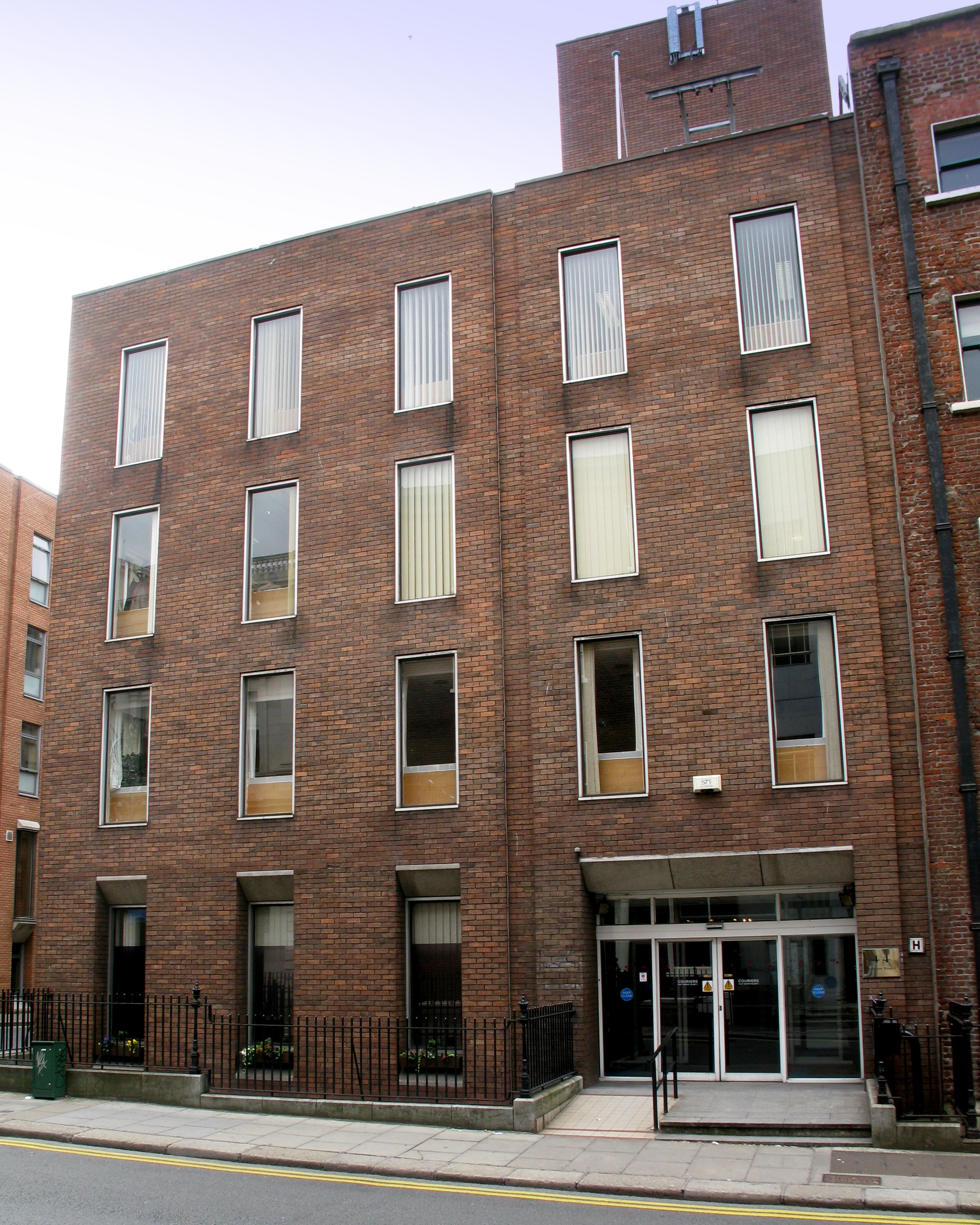
La Transport House, anteriormente la sede administrativa de la AAIU